# Dragmacidon mexicanum
Dragmacidon mexicanum är en svampdjursart som först beskrevs av de Laubenfels 1935.  Dragmacidon mexicanum ingår i släktet Dragmacidon och familjen Axinellidae.
Artens utbredningsområde är Kalifornien. Inga underarter finns listade i Catalogue of Life.